# Aleksandar Vesic
Aleksandar Sedmak Vesic (* 8. August 1924 in Resan-Bitolj, Jugoslawien; † 3. Mai 1982 in Durham (North Carolina)) war ein jugoslawisch-US-amerikanischer Geotechniker.
Vesic wurde an der Universität Belgrad als Bauingenieur promoviert und ging dann an das Geotechnische Institut in Gent, ging 1956 in die USA und  1958 an das Georgia Institute of Technology. 1964 wurde er Professor an der Duke University, wo er 1974 bis zu seinem Tod Dekan der Pratt School of Engineering war. Ab 1971 war er J. A. Jones Distinguished Professor.
Er befasste sich insbesondere mit der Theorie der Tragfähigkeit von Pfählen in elastischem Untergrund, mit Lastabtragung von Straßenbelagen (Asphalt oder Betonplatten) in den Untergrund, mit Verhalten von Böden auf dem Meeresgrund (zum Beispiel Zugwiderstand von Objekten im Meeresboden) und mit Aushub durch Explosionen (auch von Atomexplosionen).
Er stand dem Komitee für Tiefgründungen der American Society of Civil Engineers vor.

## Schriften
- Design of pile foundations, Transportation Research Board, Washington D. C. 1977
- mit Leonard Domaschuk: Theoretical analysis of structural behavior of road test flexible pavements, Highway Research Board, Washington D. C. 1964